# FIB Champions Cup 2013
Champions Cup spelas för 10:de gången i Dina Arena, Sverige. Cupen är arrangerad av Edsbyns IF och Federation of International Bandy. Den spelas mellan lag från Ryssland och Sverige
Lagen delas in i två grupper om sex lag där man spelar 3 matcher i ett gruppspel. Placeringsmatcher spelas på söndagen där ettan från grupp A möter ettan från grupp B, tvåan möter tvåan och så vidare.

## Gruppspel

### Grupp A
- 12 september 2013 10.00: IFK Rättvik-HK Sibselmash 2-12 (2-5)
- 12 september 2013 14.30: IK Sirius BK-Ljusdals BK 3-3 (1-2)
- 12 september 2013 19.00 Edsbyns IF-GAIS Bandy 4-4 (2-4)
- 13 september 2013 10.00: HK Sibselmash-IK Sirius 6-4 (2-2)
- 13 september 2013 14.30: GAIS Bandy-IFK Rättvik 12-4 (4-3)
- 13 september 2013 10:00: Edsbyns IF-Ljusdals BK 8-3 (7-1)
- 14 september 2013 10:00: IK Sirius-GAIS Bandy 2-4 (1-1)
- 14 september 2013 14:30: IFK Rättvik-Ljusdals BK 1-7 (0-3)
- 14 september 2013 19:00: Edsbyns IF-HK Ljusdals 8-1 (5-0)

#### Tabell
| Nr | Lag           | Matcher | Vinst | Oavgjort | Förlust | +/-   | Poäng |
| -- | ------------- | ------- | ----- | -------- | ------- | ----- | ----- |
| 1  | Edsbyns IF    | 3       | 2     | 1        | 0       | 20-8  | 5     |
| 2  | GAIS Bandy    | 3       | 2     | 1        | 0       | 20-10 | 5     |
| 3  | HK Sibselmash | 3       | 2     | 0        | 1       | 19-14 | 4     |
| 4  | Ljusdals BK   | 3       | 1     | 1        | 1       | 13-12 | 3     |
| 5  | IK Sirius     | 3       | 0     | 1        | 2       | 9-13  | 1     |
| 6  | IFK Rättvik   | 3       | 0     | 0        | 3       | 7-31  | 0     |

### Grupp B
- 12 september 2013 12.15: Dynamo Moskva-HK Kuzbass 13-1 (6-0)
- 12 september 2013 16:45: Vetlanda BK-Bollnäs GoIF 6-5 (3-1)
- 12 september 2013 21:15: Brobergs IF-Kalix BF 3-4 (2-3)
- 13 september 2013 12:15: Vetlanda BK-HK Kuzbass 4-3 (2-2)
- 13 september 2013 16:45 Kalix BF-Dynamo Moskva 1-11 (0-4)
- 13 september 2013 21:15: Bollnäs GoIF-Brobergs IF 7-4 (4-3)
- 14 september 2013 12:15 Brobergs IF-HK Kuzbass 3-8 (2-6)
- 14 september 2013 16:45: Bollnäs GoIF-Dynamo Moskva 1-8 (0-5)
- 14 september 2013 21:15: Kalix BF-Vetlanda BK 2-4 (2-1)

#### Tabell
| Nr | Lag           | Matcher | Vinst | Oavgjort | Förlust | +/-   | Poäng |
| -- | ------------- | ------- | ----- | -------- | ------- | ----- | ----- |
| 1  | Dynamo Moskva | 3       | 3     | 0        | 0       | 32-3  | 6     |
| 2  | Vetlanda BK   | 3       | 3     | 0        | 0       | 14-10 | 6     |
| 3  | Bollnäs GoIF  | 3       | 1     | 0        | 2       | 13-18 | 2     |
| 4  | HK Kuzbass    | 3       | 1     | 0        | 2       | 12-20 | 2     |
| 5  | Kalix BF      | 3       | 1     | 0        | 2       | 7-18  | 2     |
| 6  | Brobergs IF   | 3       | 0     | 0        | 3       | 10-19 | 0     |

## Slutspel

### Match om elfte plats
- 15 september 2013 07:00: IFK Rättvik-Brobergs IF 2-13 (1-7)

### Match om nionde plats
- 15 september 2013 09:15: IK Sirius-Kalix BF 6-5 (3-2)

### Match om sjunde plats
- 15 september 2013 11:30: Ljusdals BK-HK Kuzbass 5-6 (2-2)

### Match om femte plats
- 15 september 2013 13:45: HK Sibselmasj-Bollnäs GoIF 4-5 (1-2)

### Match om tredje pris
- 15 september 2013 16:00: GAIS Bandy-Vetlanda BK 6-1 (2-0)

### Final
- 15 september 2013 18:15: Edsbyns IF-Dynamo Moskva 2-5 (0-2)